# Brecha de género en Wikipedia

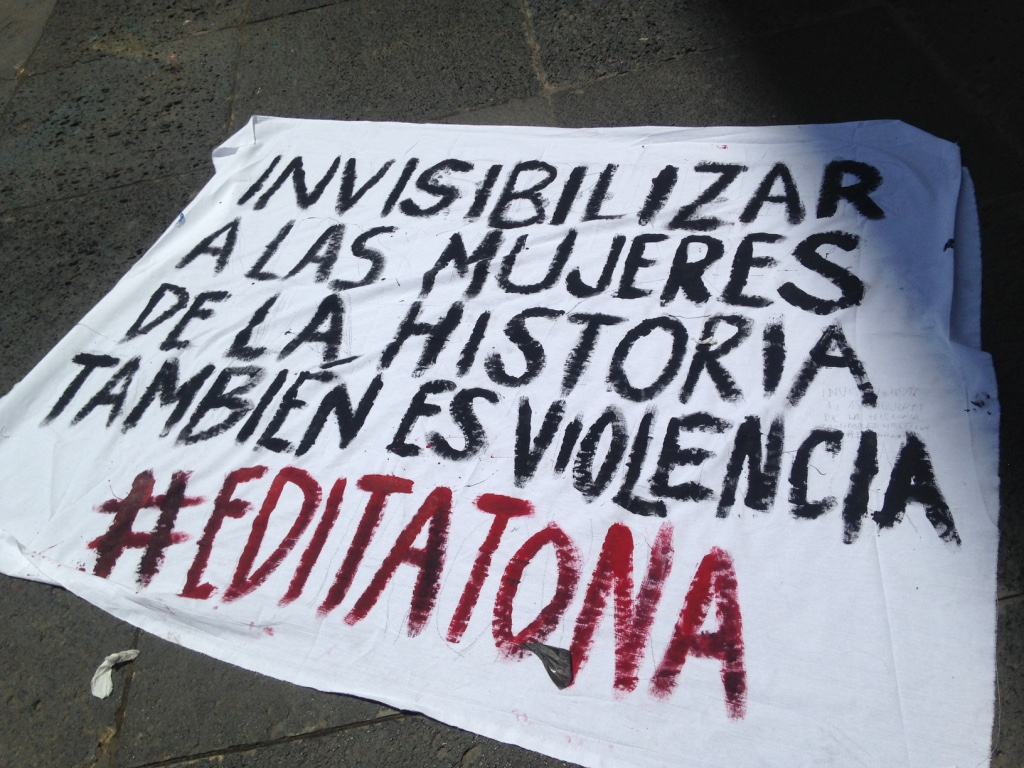
Lienzo de la iniciativa Editatona de Wikimedia México que busca equiparar la presencia de mujeres en Wikipedia en Español (2016).

La brecha de género en Wikipedia, también llamada sesgo de género en Wikipedia, se refiere al hecho de que entre el 84 y el 91 por ciento de quienes editan la comunidad son varones, a pesar de que son el 50 por ciento de la población mundial. Este sesgo es uno de los cuestionamientos que se le hacen a Wikipedia. La comunidad de Wikipedia ha reconocido la situación y ha lanzado varias iniciativas para reducir el sesgo. En agosto del 2014, Jimmy Wales, cofundador de Wikipedia, anunció en una entrevista para la BBC los planes de la fundación para equilibrar la representación de ambos géneros en la comunidad. Según Wales, la organización propuso destinar más fondos a investigación y modificar el software para incentivar la participación femenina.

## Resultados de los estudios

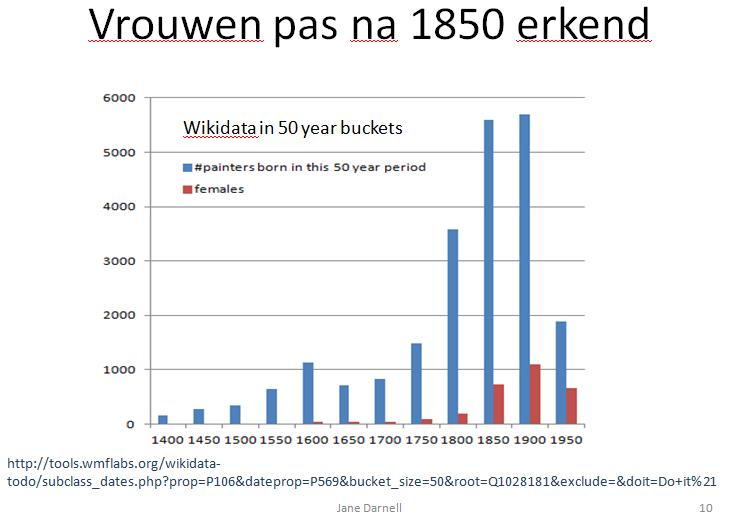
La brecha de género afecta la cantidad de artículos que hay en Wikipedia sobre mujeres y sobre varones. Gráfico de biografías de pintoras mujeres (en rojo) y pintores varones (en azul) según wikidata.

### Géneros en Wikipedia

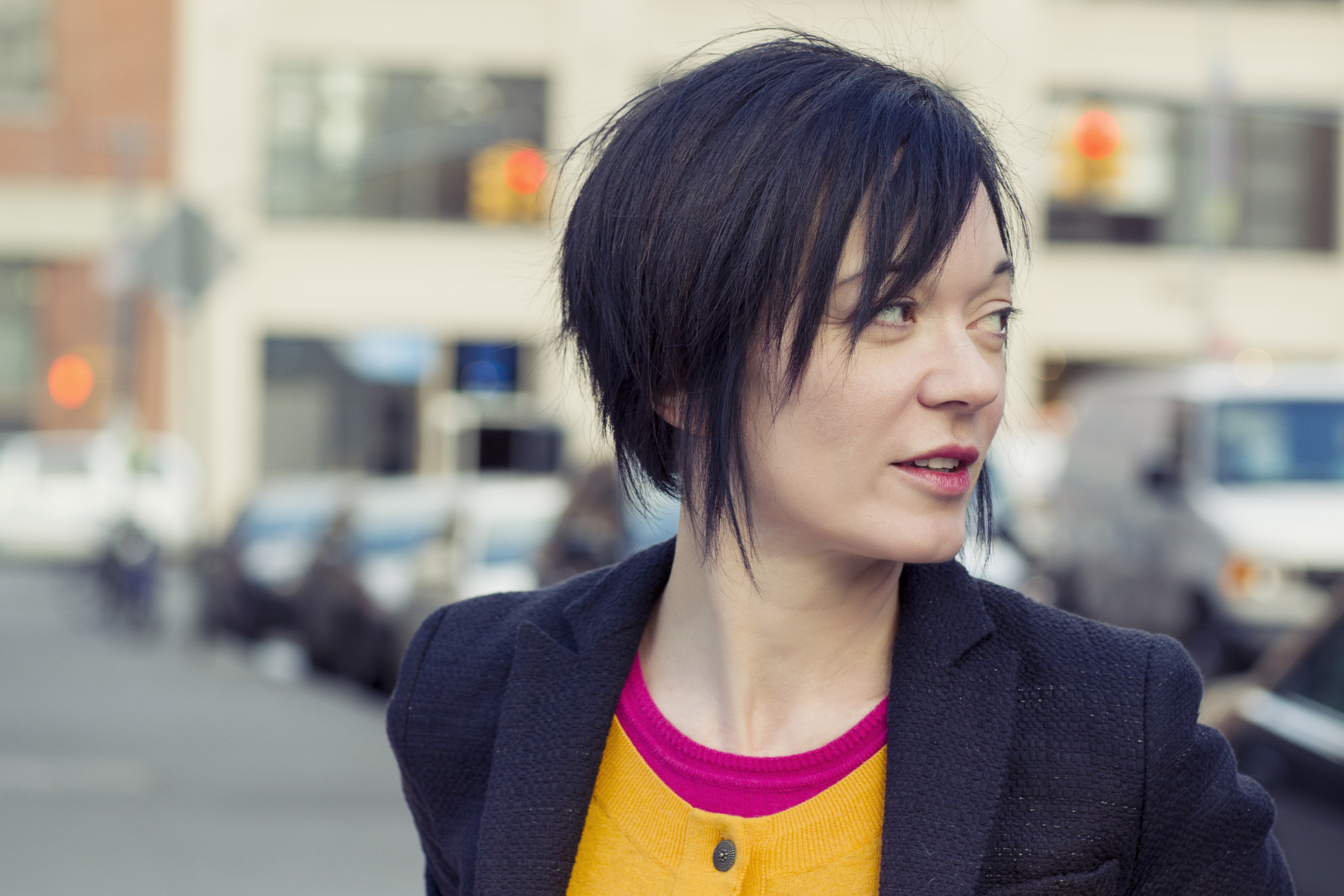
La exdirectora de la Fundación Wikimedia, Sue Gardner, expuso nueve argumentos basados en la opinión de usuarias de la comunidad en «Por qué las mujeres no editan Wikipedia».

Las encuestas indican que solo entre el 8,5 y el 16 por ciento de los editores de Wikipedia son mujeres. Este dato ha aumentado en los últimos años, y en la actualidad se estiman que un 20 % de mujeres editan la Wikipedia en todo el mundo. La brecha de género ha generado críticas por parte de wikipedistas, académicos y periodistas, quienes destacan también la brevedad y poca representatividad de artículos  sobre mujeres. El New York Times apuntó que el índice de participación femenina en Wikipedia puede estar en línea con  otros «foros públicos de liderazgo y pensamiento». En 2009, el Departamento de Ciencias de la Computación e Ingeniería de la Universidad de Minnesota, junto con el Departamento Técnico de Ciencias de la Información de la Universidad de Nankai, presentó una exploración científica que mostró una enorme brecha de género entre los editores y los efectos de ese desequilibrio en la calidad de la enciclopedia. Este estudio encontró que la brecha de género se ensancha pasadas las 500 ediciones del usuario, es decir, a partir de las 500 contribuciones solo el 6 por ciento de los editores que permanecían eran mujeres, lo que significaba que las mujeres abandonaban Wikipedia antes que los varones. Toda la evidencia mostraba que, entre los contribuyentes asiduos, las mujeres dejaban de editar Wikipedia antes que los varones. Además, entre los editores que superaban las 2.000 ediciones, se repetía que solo el 6 por ciento eran mujeres. Estos datos sugerían que, aunque las mujeres estuvieran interesadas en convertirse en colaboradoras permanentes, encontraban más dificultades para integrarse y permanecer. También encontraron evidencia de una cultura que puede ser resistente a la participación femenina. Otro descubrimiento fue que las ediciones de las mujeres novatas se revertían con una frecuencia mayor que las de los novatos varones, y que les costaba más que las aceptaran o que se presuma buena fe de sus ediciones. El estudio concluye que este desequilibrio asociado con el género afecta la calidad de los artículos y de la enciclopedia.

### Encuesta global
En 2010, la Universidad de las Naciones Unidas y la UNU-MERIT presentaron conjuntamente un resumen sobre los resultados de una encuesta global sobre Wikipedia. El estudio reveló que menos del 13 por ciento de los editores eran mujeres. Sue Gardner, directora de la fundación en aquellos momentos, afirmó que incrementar la diversidad era uno de los métodos para hacer la enciclopedia «tan buena como fuese posible». Entre los principales factores que podrían desincentivar la participación femenina, según la encuesta, destacan la aversión a hacerlo en un «campo de obsesión por los datos», la asociación con «una multitud de hackers difícil de tratar» y la necesidad de permanecer «abiertas a cada dificultad y a personas altamente conflictivas, incluso misóginas». En 2013, los resultados del estudio fueron cuestionados por Hill y Shaw, que decidieron revisar esos cálculos usando técnicas correctivas de estimación de la puntuación para modelar el sesgo de no respuesta de la encuesta y construyeron estimaciones revisadas dependientes de suposiciones explícitas que modificaron los resultados de la encuesta: según ellos, el porcentaje de usuarias en la comunidad podría suponer un 22,7 por ciento del total, en Estados Unidos, y un 16 por ciento, en términos globales.

La mayoría de los editores encuestados en Wikipedia eran hombres. (Dato de una encuesta de 2011 de la Fundación Wikimedia)

### Opiniones en elTimes
En febrero del 2011, el Times publicó una serie de opiniones con el título «¿Dónde están las mujeres en Wikipedia?». Susan C. Arenque, profesora de ciencias de la información y lingüística, manifestó su sorpresa por el sesgo de género entre los usuarios de la comunidad. Indicó que las páginas de discusión de los artículos de Wikipedia, donde se discuten los contenidos, es un espacio «poco agradable para muchas mujeres, cuando no completamente intimidatorio». Joseph M. Reagle hizo declaraciones similares, al decir que la combinación de una «cultura de elitismo hacker» con el efecto desproporcionado que provocan algunos miembros altamente conflictivos en la atmósfera de la comunidad, puede hacer de Wikipedia un lugar poco atractivo para el público femenino. Expuso que «la ideología y la retórica de libertad y apertura podría servir para permitir discursos inapropiados u ofensivos o bien para relacionar la baja participación de las mujeres con un simple asunto de preferencias y elecciones». Justine Cassell dijo que, a pesar de que las mujeres tienen tantos conocimientos como los hombres y son capaces de defender su punto de vista, «todavía en la sociedad estadounidense permanece el debate, la contención y la defensa enérgica de que la posición propia es una postura masculina, y que el uso de ese discurso entre las mujeres puede conllevar evaluaciones negativas».
La Revista Internacional de Comunicación publicó una investigación de Reagle y Lauren Rhue que comparaba la cobertura, la representación de género y la extensión de los artículos de miles de temas biográficos en la edición inglesa de Wikipedia y en la Encyclopædia Britannica. Encontraron evidencia de sesgo de género en la cobertura de biografías en Wikipedia. Concluyeron que, en general, Wikipedia proporciona mayor cobertura y artículos más extensos y que cuenta con más entradas sobre mujeres en términos absolutos, pero no relativos. Es decir, Wikipedia supera a la Encyclopædia Britannica en cobertura biográfica, pero especialmente en textos sobre figuras masculinas. Del mismo modo, concluye que la Encyclopædia Britannica guarda un mayor equilibrio temático que Wikipedia. Si bien Wikipedia tiene más biografías de mujeres que la Encyclopædia Britannica en términos absolutos, Wikipedia tiende a ser menos equilibrada, como se ve en los porcentajes de biografías faltantes, particularmente de mujeres. Las biografías femeninas tienen más probabilidades de faltar que las biografías de varones, en relación con Britannica. No encontraron diferencias sustanciales en función del género del personaje central en la longitud de los artículos.
En abril del 2011, la Fundación Wikimedia organizó su primera encuesta semestral sobre Wikipedia. Esta sugería que solo el 9 por ciento de quienes editan en Wikipedia son mujeres. También informaba que, «contrariamente a la percepción de algunos, nuestros datos muestran que muy pocas editoras manifiestan haber sufrido algún tipo de acoso, y que muy pocos sienten que Wikipedia es un entorno sexualizado». En octubre de 2011, una colaboración presentada en el Simposio Internacional en Wikis y Colaboración Abierta encontró evidencia de que tiene "... una cultura que puede ser reticente a la participación de las mujeres."

### Vacío de habilidades de Internet
Un estudio publicado en 2014 estimó un «vacío de habilidades de Internet» respecto a los editores de Wikipedia. Los autores concluyeron que los colaboradores más habituales de Wikipedia son varones con grandes habilidades y que no hay sesgo de género entre editores y editoras en función de sus competencias.

### En Wikipedia en español
Un estudio usando la Wikipedia en español (a fecha octubre de 2017) ha estimado que el porcentaje de mujeres editoras es de un 11.6 por ciento. En el caso de las ediciones en las versiones catalana, gallega, vasca y española de la Wikipedia, (de enero del 2018 a diciembre del 2022), 5.558 nuevas personas usuarias editaron estas páginas. Un 32% de ellas fueron identificadas como mujeres y un 68% como hombres. A pesar de la brecha de género, la cifra ha mejorado en relación con estudios anteriores.

## Causas
Se han propuesto variadas causas para esta disparidad de género. Un estudio de 2010 reveló que el índice de participación femenina en Wikipedia es del 13 % frente al 15 % en «foros públicos de liderazgo y pensamiento». La investigadora Sarah Stierch recordó que es «bastante común» para quienes colaboran en Wikipedia no revelar su género. Una cultura tóxica y la tolerancia de un lenguaje violento y abusivo también son razones que podrían justificar el sesgo de género.
Según un estudio de 2013, las causas de la diferencia cuantitativa por géneros en Wikipedia han sido señaladas como un impedimento para atraer y retener a editoras, lo que conlleva un impacto negativo en la cobertura de la comunidad.
La exdirectora de la Fundación Wikimedia, Sue Gardner, ofreció nueve razones para justificar el sesgo en el artículo «Por qué las mujeres no editan Wikipedia». Para ello, se basó en opiniones recogidas entre editoras de Wikipedia:
- Una carencia de amabilidad con el usuario en la interfaz que presenta Wikipedia para editar.
- Poca disponibilidad de tiempo libre.
- Poca autoconfianza.
- La aversión al conflicto y el desinterés en participar en largas guerras de ediciones.
- La creencia de que las contribuciones propias serán revertidas o eliminadas.
- Algunas encuentran misógina la atmósfera global de Wikipedia.
- La cultura de Wikipedia es sexual en formas que les resultan desagradables.
- Que se dirijan a ellas como si fueran hombres es desagradable para las mujeres cuya lengua materna tiene género gramatical.
- Las mujeres tienen menos oportunidades que en otros sitios para crear relaciones sociales y para encontrar un tono acogedor.

También se ha sugerido que puede haber razones culturales que disuadan de la participación femenina en Wikipedia. Las principales causas podrían ser la disparidad en la representación y edición de contenidos entre hombres y mujeres, la tendencia de las editoras a ser más activas en aspectos sociales y comunitarios de Wikipedia, la mayor probabilidad de que las ediciones realizadas por mujeres sean revertidas y que los artículos con más proporción de contribuyentes femeninas sean más polémicos.Se trata de una más de las llamadas brechas digitales de género y se suma a otras brechas de género que se registran en el mundo editorial.
En julio de 2014, la Fundación Nacional para la Ciencia anunció la inversión de 200 000 dólares para estudiar el sesgo de género sistemático en Wikipedia. Estará dirigido por Julia Adams y Hannah Brueckner.

### Posibles soluciones para disminuir el sesgo de género
- Se han organizado editatones de temática feminista para promover la participación de las mujeres en la edición en Wikipedia. Son las denominadas editatonas.[37][38][39] Muchos de estos eventos han sido apoyados por la Fundación Wikimedia, que en ocasiones proporciona mentores y tecnología para ayudar y guiar a nuevas editoras durante el proceso. Los editatones recientes se han enfocado en temas como las neurocientíficas australianas o las mujeres en la historia del pueblo judío.[40]
- El editor visual de la Fundación Wikimedia se ha creado con el objetivo de disminuir este sesgo de género.[41][42]
- Systers, una organización que apoya técnicamente a mujeres programadoras, ha publicado un artículo para incentivar la participación femenina. También ofrece consejos de seguridad para las editoras.[43]
- Un documento publicado por Morgan y Walls estudió el uso eficaz del Café (en inglés, Teahouse) para presentar un entorno amigable con el usuario para la colaboración en línea de editoras en Wikipedia.[44]